# La Plata County
Das La Plata County ist ein County im Südwesten des Bundesstaates Colorado der Vereinigten Staaten. Das County hat eine Einwohnerzahl von 46.229 Einwohnern und eine Fläche von 4403 Quadratkilometern. Der Verwaltungssitz (County Seat) ist Durango. Das County wurde nach dem La Plata River benannt.

## Demografische Daten

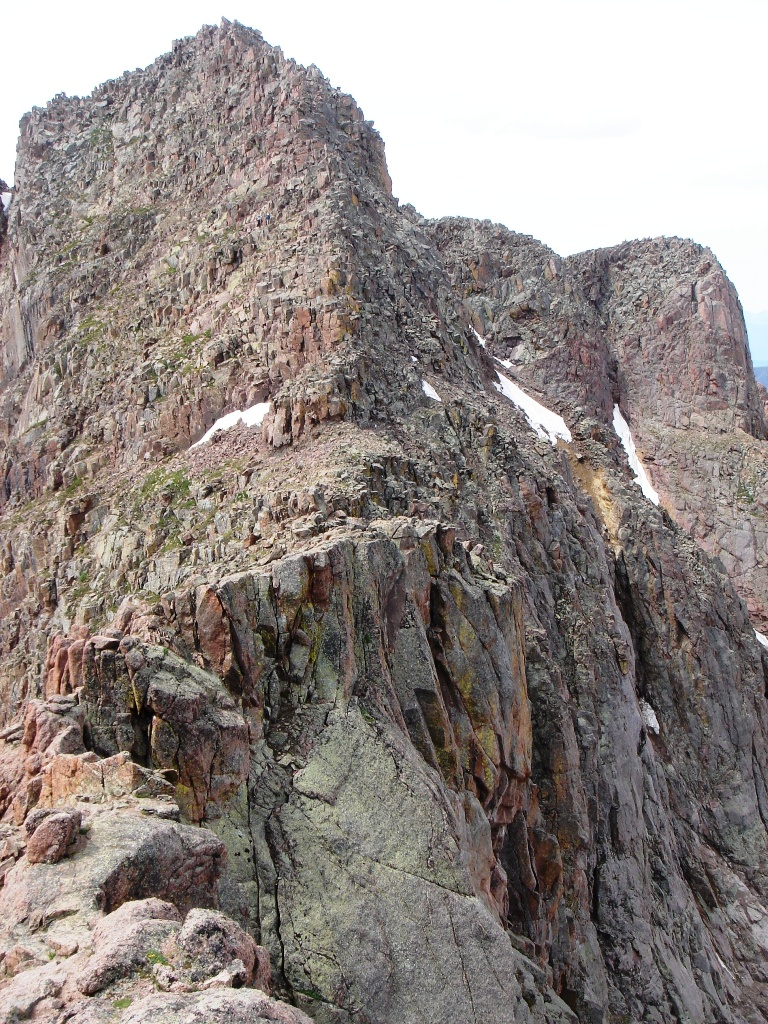
Der Mount Eolus

Nach der Volkszählung im Jahr 2000 lebten im County 43.941 Menschen. Es gab 17.342 Haushalte und 10.890 Familien. Die Bevölkerungsdichte betrug 10 Einwohner pro Quadratkilometer. Ethnisch betrachtet setzte sich die Bevölkerung zusammen aus 87,31 Prozent Weißen, 0,31 Prozent Afroamerikanern, 5,78 Prozent amerikanischen Ureinwohnern, 0,40 Prozent Asiaten, 0,05 Prozent Bewohnern aus dem pazifischen Inselraum und 3,90 Prozent aus anderen ethnischen Gruppen; 2,25 Prozent stammten von zwei oder mehr Ethnien ab. 10,40 Prozent der Gesamtbevölkerung waren spanischer oder lateinamerikanischer Abstammung.
Von den 17.342 Haushalten hatten 29,6 Prozent Kinder und Jugendliche unter 18 Jahre, die bei ihnen lebten. 49,9 Prozent waren verheiratete, zusammenlebende Paare, 8,7 Prozent waren allein erziehende Mütter. 37,2 Prozent waren keine Familien. 24,8 Prozent waren Singlehaushalte und in 6,1 Prozent lebten Menschen im Alter von 65 Jahren oder darüber. Die Durchschnittshaushaltsgröße betrug 2,43 und die durchschnittliche Familiengröße lag bei 2,92 Personen.
Auf das gesamte County bezogen setzte sich die Bevölkerung zusammen aus 22,7 Prozent Einwohnern unter 18 Jahren, 13,9 Prozent zwischen 18 und 24 Jahren, 29,0 Prozent zwischen 25 und 44 Jahren, 25,1 Prozent zwischen 45 und 64 Jahren und 9,4 Prozent waren 65 Jahre alt oder darüber. Das Durchschnittsalter betrug 36 Jahre. Auf 100 weibliche Personen kamen 103,6 männliche Personen, auf 100 Frauen im Alter ab 18 Jahren kamen statistisch 103,1 Männer.
Das jährliche Durchschnittseinkommen eines Haushalts betrug 40.159 USD, das Durchschnittseinkommen der Familien betrug 50.446 USD. Männer hatten ein Durchschnittseinkommen von 32.486 USD, Frauen 24.666 USD. Das Prokopfeinkommen betrug 21.534 USD. 11,7 Prozent der Bevölkerung und 6,7 Prozent der Familien lebten unterhalb der Armutsgrenze. Darunter waren 9,3 Prozent der Bevölkerung unter 18 Jahren und 7,7 Prozent der Einwohner ab 65 Jahren.

## Sehenswürdigkeiten

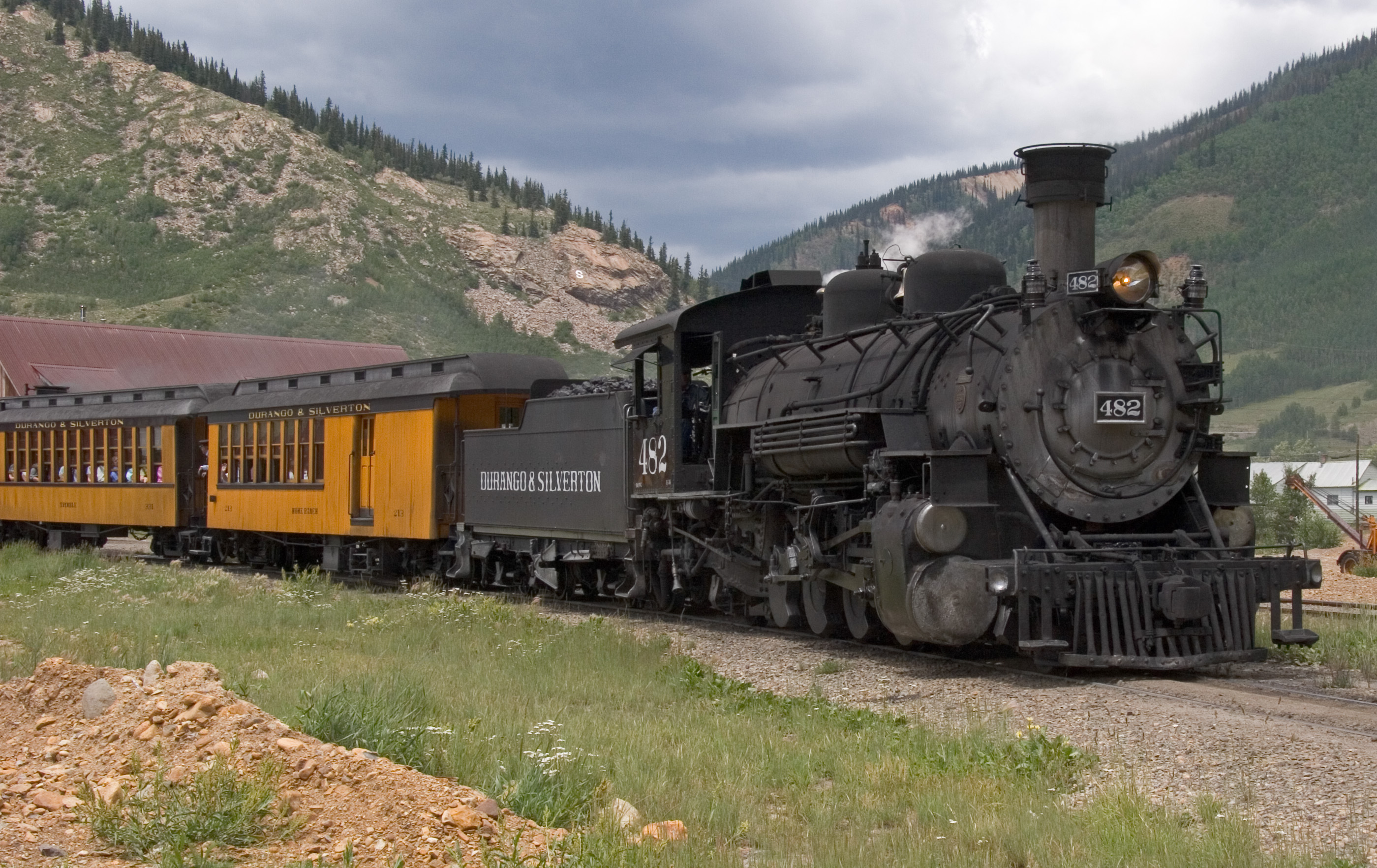
Dampflokomotive der Durango and Silverton Narrow Gauge Railroad (2006). Diese Schmalspur-Museumseisenbahn verbindet die Städte Durango und Silverton über eine Entfernung von 72 km und geht auf das Jahr 1882 zurück. Die Strecke wurde im Juli 1961 als ein National Historic Landmark anerkannt.

15 Bauwerke, Stätten und historische Bezirke (Historic Districts) im La Plata County sind im National Register of Historic Places („Nationales Verzeichnis historischer Orte“; NRHP) eingetragen (Stand 9. September 2022), wobei die Durango and Silverton Narrow Gauge Railroad den Status eines National Historic Landmarks („Nationale historische Wahrzeichen“) hat.

## Orte im La Plata County
- Allison
- Bayfield
- Bondad
- Breen
- Carbon Junction
- Cascade
- Columbus
- Durango
- Falfa
- Florida
- Gem Village
- Grandview
- Hermosa
- Hesperus
- Ignacio
- Kline
- La Boca
- La Plata
- La Posta
- Loma Linda
- Marvel
- Mayday
- Oxford
- Piñon Acres
- Redmesa
- Rockwood
- Tacoma
- Tiffany
- Trimble
- Vallecito